# رئيس أوزبكستان
رئيس أوزبكستان هو أعلى منصب في أوزبكستان ويدعى رسمياً رئيس جمهورية أوزبكستان (بالأوزبكية: Ўзбекистон Республикасининг Президенти أو O'zbekiston Respublikasining Prezidenti).
الرئيس الحالي هو إسلام كريموف وهو الوحيد منذ استقلال أوزبكستان عن الاتحاد السوفيتي عام 1991.

## رؤساء جمهورية أوزبكستان (1991–حتى الآن)
الأحزاب السياسية
الرموز
C استفتاء رئاسي † توفي في المنصب
| No. | الصورة                    | الاسم (الميلاد–الوفاة)              | الانتخابات                               | الفترة        | الفترة            | الفترة                                   | الحزب السياسي              |
| No. | الصورة                    | الاسم (الميلاد–الوفاة)              | الانتخابات                               | استلم المنصب  | ترك المنصب        | المدة                                    | الحزب السياسي              |
| --- | ------------------------- | ----------------------------------- | ---------------------------------------- | ------------- | ----------------- | ---------------------------------------- | -------------------------- |
|     |                           | إسلام كريموف (1938–2016)            | 1990                                     | 24 مارس 1990  | 2 سبتمبر 2016[†]  | 26 سنوات و162 أيام                       | الحزب الشيوعي الأوزبكستاني |
| 1   | 1991 1995[C] 2000 2002[C] | إسلام كريموف (1938–2016)            | حزب الشعب الديمقراطي في أوزبكستان ‏       | 24 مارس 1990  | 2 سبتمبر 2016[†]  | 26 سنوات و162 أيام                       |                            |
|     | 2007 2015                 | إسلام كريموف (1938–2016)            | الحزب الديمقراطي الليبرالي الأوزبكستاني ‏ | 24 مارس 1990  | 2 سبتمبر 2016[†]  | 26 سنوات و162 أيام                       |                            |
| —   |                           | نعمة الله يولداشيف (1962–) بالوكالة | —                                        | 2 سبتمبر 2016 | 8 سبتمبر 2016     | 6 أيام                                   | OʻzMTDP                    |
| —   |                           | شوكت ميرضيايف (1957–)               | —                                        | 8 سبتمبر 2016 | 14 ديسمبر 2016    | 97 days                                  | OʻzMTDP                    |
| 2   | 2016 ‏ 2021                | شوكت ميرضيايف (1957–)               | 14 ديسمبر 2016                           | في المنصب     | 8 سنوات و119 أيام | الحزب الديمقراطي الليبرالي الأوزبكستاني ‏ |                            |
|     | 2023                      | شوكت ميرضيايف (1957–)               | 14 ديسمبر 2016                           | في المنصب     | 8 سنوات و119 أيام | مستقل                                    |                            |